# Projet 1388
Le Projet 1388 est un projet de classe de repêcheur de torpille de la marine russe, actuellement en construction.

## Historique
Afin de soutenir les tirs de torpilles de 1960 à 1977, environ 100 unités de torpilleurs du Projet 368 ont été construites pour la marine soviétique. La fonction du projet 1388 est de le remplacer. Le premier navire de sa classe, le TL-2195, est prévu pour entrer en service en 2021.